# Stegastes leucorus
Stegastes leucorus es una especie de peces de la familia Pomacentridae en el orden de los Perciformes.

## Morfología
Los machos pueden llegar alcanzar los 14 cm de longitud total.

## Hábitat
Es un pez de mar.

## Distribución geográfica
Se encuentran en México, incluyendo las Islas Revillagigedo.